# 植村冒険館
植村冒険館（うえむらぼうけんかん）は、東京都板橋区にある文化施設。管理運営は公益財団法人植村記念財団。
開館時は板橋区蓮根にあったが、2021年12月に板橋区加賀の複合施設「板橋区立植村記念加賀スポーツセンター」内に移転した。

## 概要
冒険家の植村直己（うえむら なおみ）は、1984年にマッキンリー（現・デナリ）で消息を絶つまで、板橋区に約15年間住んでいた。板橋区は、植村の冒険精神を永く後世に伝えるため、1992年に植村記念財団を設立し、板橋区蓮根に植村冒険館を開館させた。
蓮根の施設は手狭で常設の展示室がなかったことから、2021年（令和3年）8月29日限りで閉館した。
2021年12月18日、板橋区立植村記念加賀スポーツセンター（旧東板橋体育館）に移転リニューアルオープンした。リニューアルの資金の一部はふるさと納税型のクラウドファンディングによって賄われた。なお、複合施設「板橋区立植村記念加賀スポーツセンター」のうち体育館部分は2021年9月に先行オープンした。

## 施設
植村直己の生誕80周年である2021年に冒険館と体育館の融合させた新しい施設として板橋区植村記念加賀スポーツセンター内に移転した。
施設は体育館3階に常設展示室、体育館1階にミニギャラリー（ウエムラチャレンジベース）がある。旧館には無かった常設展示室を整備し、展示室の面積は移転前の約3倍になった。
- 「植村直己の冒険年表」[1]
- 「映像シアター」[1]

このほか植村が携行していた地図やメモ、登山道具、自宅で保管していた土産品などが展示されている。

## 交通アクセス
- 都営地下鉄三田線板橋区役所前駅 徒歩7分

## 旧施設
- 所在地 - 東京都板橋区蓮根2-21-5
- 展示室（76.6m2） - 企画展示。

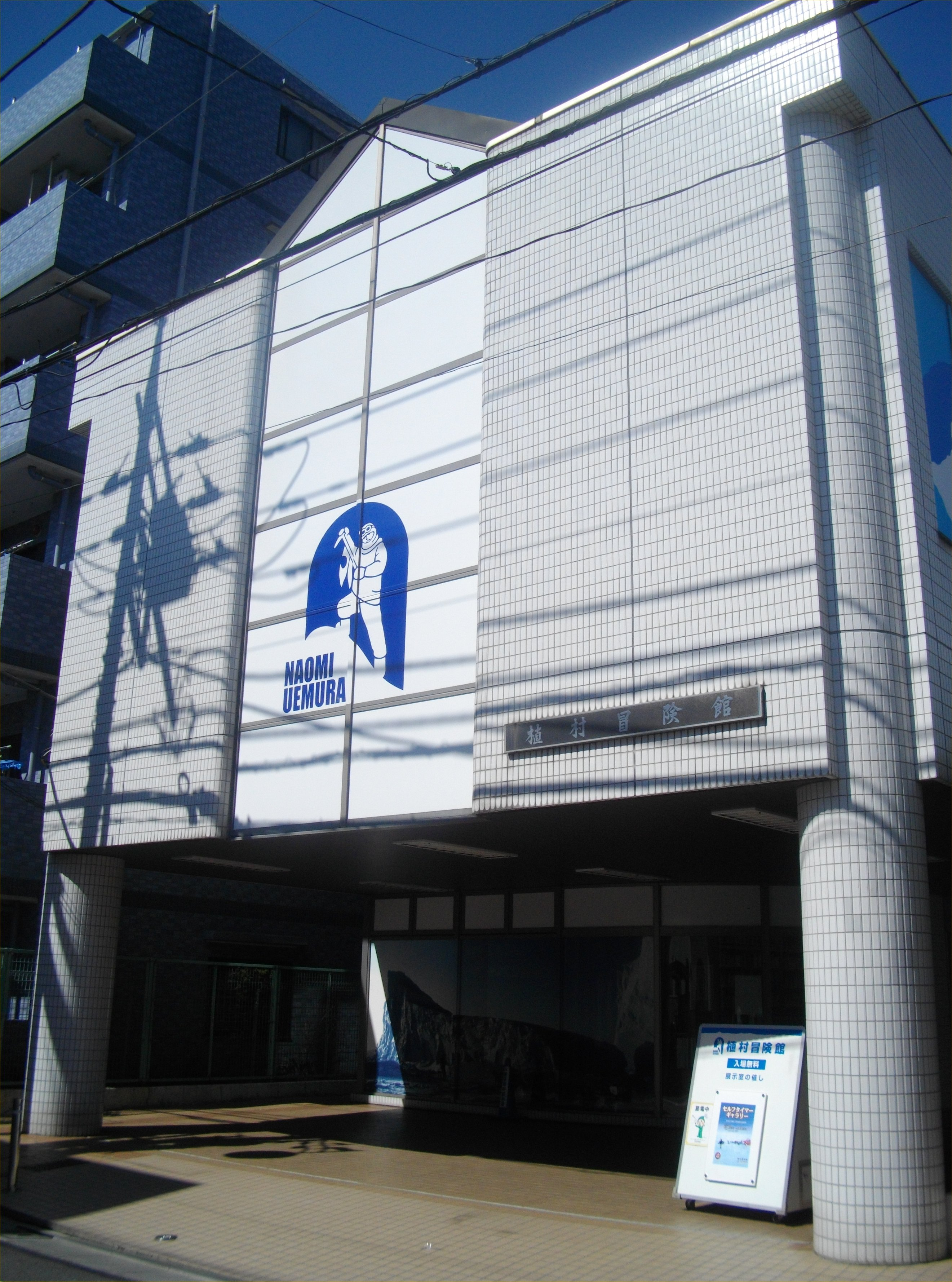
旧施設外観(2014年3月)

- 情報コーナー（42.7m2） - 冒険などに関する図書の閲覧、貸し出しなど。所蔵冊数 8,781冊（平成30年度末）。
- 植村の遺品等の収集・保存および調査・研究。収集資料数 1,854点（平成30年度末）。